# Odontaster meridionalis
Odontaster meridionalis is een zeester uit de familie Odontasteridae.
De wetenschappelijke naam van de soort werd in 1876 gepubliceerd door Edgar Albert Smith.